# Hans-Josef Kapellmann
Hans-Josef ("Jupp") Kapellmann (Bardenberg, 19 december 1949) is een Duits voormalig voetballer doorgaans speelde als vleugelverdediger of middenvelder. Tussen 1968 en 1981 was hij actief voor Alemannia Aachen, 1. FC Köln, Bayern München en 1860 München. In 1973 debuteerde hij in het West-Duits voetbalelftal en hij kwam uiteindelijk tot vijf interlandoptredens.

## Clubcarrière
Kapellmann speelde bij SC 1930 Bardenberg en werd in 1968 overgenomen door het een jaar eerder naar de Bundesliga gepromoveerde Alemannia Aachen. Met die club werd hij tweede. Het seizoen erna ging het mis en de club degradeerde weer. Kapellmann daalde niet mee af, maar maakte de overstap naar 1. FC Köln. Hier had hij drie seizoenen overwegend een basisplaats en in het seizoen 1972/73 eindigde hij met Köln tweede in zowel de Bundesliga als de DFB-Pokal.
In de zomer van 1973 verkaste Kapellmann naar Bayern München voor een bedrag van circa achthonderdduizend Duitse mark. Dit was destijds een transferrecord in de Bundesliga. Bij Bayern speelde hij vaker als vleugelverdediger, waar hij voorheen vooral middenvelder was geweest. Tijdens zijn eerste seizoen werd hij Duits landskampioen en won hij de Europacup I. Die prijs werd ook in de volgende twee seizoenen gewonnen. Na zes seizoenen als speler van Bayern verhuisde Kapellmann naar stadsgenoot 1860 München, waar hij nog twee jaar speelde voor hij in 1981 op eenendertigjarige leeftijd een punt zette achter zijn actieve loopbaan.

## Clubstatistieken
| Seizoen | Club             | Competitie | Competitie | Competitie | Beker | Beker | Internationaal | Internationaal | Totaal | Totaal |
| Seizoen | Club             | Competitie | Wed.       | Dlp.       | Wed.  | Dlp.  | Wed.           | Dlp.           | Wed.   | Dlp.   |
| ------- | ---------------- | ---------- | ---------- | ---------- | ----- | ----- | -------------- | -------------- | ------ | ------ |
| 1968/69 | Alemannia Aachen | Bundesliga | 21         | 2          | 2     | 0     | —              | —              | 23     | 2      |
| 1969/70 | Alemannia Aachen | Bundesliga | 21         | 6          | 5     | 0     | —              | —              | 26     | 6      |
| 1970/71 | 1. FC Köln       | Bundesliga | 27         | 11         | 5     | 0     | 8              | 0              | 40     | 11     |
| 1971/72 | 1. FC Köln       | Bundesliga | 32         | 2          | 8     | 1     | 4              | 0              | 44     | 3      |
| 1972/73 | 1. FC Köln       | Bundesliga | 32         | 8          | 13    | 8     | 5              | 3              | 50     | 19     |
| 1973/74 | Bayern München   | Bundesliga | 20         | 2          | 1     | 0     | 6              | 0              | 27     | 2      |
| 1974/75 | Bayern München   | Bundesliga | 33         | 4          | 1     | 0     | 6              | 0              | 40     | 4      |
| 1975/76 | Bayern München   | Bundesliga | 29         | 6          | 6     | 0     | 11             | 0              | 46     | 6      |
| 1976/77 | Bayern München   | Bundesliga | 31         | 4          | 5     | 3     | 10             | 2              | 46     | 9      |
| 1977/78 | Bayern München   | Bundesliga | 24         | 0          | 2     | 0     | 4              | 0              | 30     | 0      |
| 1978/79 | Bayern München   | Bundesliga | 28         | 1          | 1     | 0     | —              | —              | 29     | 1      |
| 1979/80 | 1860 München     | Bundesliga | 33         | 0          | 4     | 0     | —              | —              | 37     | 0      |
| 1980/81 | 1860 München     | Bundesliga | 7          | 0          | 1     | 0     | —              | —              | 8      | 0      |
| Totaal  | Totaal           | Totaal     | 338        | 36         | 52    | 12    | 61             | 5              | 451    | 53     |

## Interlandcarrière
Zijn debuut voor het West-Duits voetbalelftal maakte Kapellmann op 12 mei 1973, toen in het Volksparkstadion in Hamburg met 3–0 gewonnen werd van Bulgarije door treffers van Franz Beckenbauer en Bernd Cullmann en een eigen doelpunt van Stojan Jordanov. Kapellmann mocht van bondscoach Helmut Schön als in de basisopstelling beginnen en hij speelde het gehele duel mee. Hij werd door Schön opgenomen in diens selectie voor het WK 1974 in eigen land. Dit toernooi werd door de West-Duitsers gewonnen door in de finale met 1–2 te winnen van Nederland. Kapellmann kwam tijdens de zeven wedstrijden niet in actie. Zijn toenmalige clubgenoten Sepp Maier, Paul Breitner, Hans-Georg Schwarzenbeck, Franz Beckenbauer, Gerd Müller, Uli Hoeneß (allen eveneens West-Duitsland) en Conny Torstensson (Zweden) waren ook actief op het WK.
| Interlands van Hans-Josef Kapellmann voor West-Duitsland | Interlands van Hans-Josef Kapellmann voor West-Duitsland | Interlands van Hans-Josef Kapellmann voor West-Duitsland | Interlands van Hans-Josef Kapellmann voor West-Duitsland | Interlands van Hans-Josef Kapellmann voor West-Duitsland | Interlands van Hans-Josef Kapellmann voor West-Duitsland |
| №                                                        | Datum                                                    | Wedstrijd                                                | Uitslag                                                  | Competitie                                               | Goals                                                    |
| Als speler van 1. FC Köln                                | Als speler van 1. FC Köln                                | Als speler van 1. FC Köln                                | Als speler van 1. FC Köln                                | Als speler van 1. FC Köln                                | Als speler van 1. FC Köln                                |
| -------------------------------------------------------- | -------------------------------------------------------- | -------------------------------------------------------- | -------------------------------------------------------- | -------------------------------------------------------- | -------------------------------------------------------- |
| 1                                                        | 12 mei 1973                                              | West-Duitsland – Bulgarije                               | 3 – 0                                                    | Vriendschappelijk                                        |                                                          |
| 2                                                        | 16 juni 1973                                             | West-Duitsland – Brazilië                                | 0 – 1                                                    | Vriendschappelijk                                        |                                                          |
| Als speler van Bayern München                            |                                                          |                                                          |                                                          |                                                          |                                                          |
| 3                                                        | 10 oktober 1973                                          | West-Duitsland – Oostenrijk                              | 4 – 0                                                    | Vriendschappelijk                                        |                                                          |
| 4                                                        | 4 september 1974                                         | Zwitserland – West-Duitsland                             | 1 – 2                                                    | Vriendschappelijk                                        |                                                          |
| 5                                                        | 20 november 1974                                         | Griekenland – West-Duitsland                             | 2 – 2                                                    | EK 1976 kwalificatie                                     |                                                          |

## Erelijst
| Competitie             |                |                           |                |                |
| Competitie             | Aantal         | Jaren                     |                |                |
| Bayern München         | Bayern München | Bayern München            | Bayern München | Bayern München |
| ---------------------- | -------------- | ------------------------- | -------------- | -------------- |
| Bundesliga             | 1              | 1973/74                   |                |                |
| Europacup I            | 3              | 1973/74, 1974/75, 1975/76 |                |                |
| Wereldbeker voor clubs | 1              | 1976                      |                |                |
| West-Duitsland         |                |                           |                |                |
| Wereldkampioenschap    | 1              | 1974                      |                |                |